# Пшисерськ
Пшисерськ (пол. Przysiersk) — село в Польщі, у гміні Буковець Свецького повіту Куявсько-Поморського воєводства.
Населення — 803 особи (2011).
У 1975-1998 роках село належало до Бидгощського воєводства.

## Демографія
Демографічна структура станом на 31 березня 2011 року:
|          | Загалом | Допрацездатний вік | Працездатний вік | Постпрацездатний вік |
| -------- | ------- | ------------------ | ---------------- | -------------------- |
| Чоловіки | 398     | 95                 | 271              | 32                   |
| Жінки    | 405     | 92                 | 234              | 79                   |
| Разом    | 803     | 187                | 505              | 111                  |